# Murder Rock
Pour plus de détails, voir Fiche technique et Distribution.
Murder Rock (Murderock - Uccide a passo di danza) est un film italien réalisé par Lucio Fulci, sorti en 1984.

## Synopsis
Le propriétaire d'une prestigieuse école de ballet de New-York s'allie avec un mannequin masculin pour l'aider à résoudre une ténébreuse série de meurtres parmi ses étudiantes.

## Fiche technique
- Titre : Murder Rock
- Titre original : Murderock - Uccide a passo di danza
- Réalisation : Lucio Fulci
- Scénario : Lucio Fulci et Gianfranco Clerici
- Photographie : Giuseppe Pinori
- Musique : Keith Emerson
- Pays de production :  Italie
- Format : Couleurs - 1,85:1 - Mono
- Genre : Thriller
- Date de sortie : 
  - Italie : 20 avril 1984
- Interdit aux moins de 12 ans

## Distribution
- Olga Karlatos : Candice Norman
- Ray Lovelock : George Webb
- Claudio Cassinelli : Dick Gibson
- Cosimo Cinieri : Lt. Borges
- Giuseppe Mannajuolo : Prof. Davis
- Al Cliver : Voix de l'analyste (non crédité)
- Lucio Fulci : Phil (non crédité)